# Hermann Köchly
Hermann August Theodor Köchly (født 5. august 1815 i Leipzig, død 3. december 1876 i Triest på en rejse) var en tysk klassisk filolog. 
Köchly studerede under Gottfried Hermann, var fra 1840 lærer i Dresden, men måtte på grund af sin deltagelse i urolighederne 1849 gå i landflygtighed. I 1850 blev han professor i Zürich, 1864 i Heidelberg.